# W2XCR
W2XCR fue una trasmisora de televisión que fue fundada en 1931 en Long Island City por la estación de radio WGBS (actualmente WINS) a principios de 1931, pero antes de que se cambiaran las letras de identificación a WINS, la estación comenzó a experimentar con transmisiones de televisión mecánicas, operando un escáner mecánico Jenkins a través del transmisor experimental W2XCR. La estación transmitió utilizando estándares de 48 líneas, 15 cuadros por segundo, y 60 líneas, 20 cuadros por segundo durante 1931.
Tenía transmisión mecánica de televisión en la banda de radio AM (550–1.500 kHz) en 1928 y 1929. Con sistemas de 24 y 30 líneas, solo alrededor de 10 kHz de ancho de banda se necesitaban para poder utilizar canales de radio estándar. Algunas estaciones también transmitían en la banda de onda corta. A partir de 1930, la banda de 2-3 Mc. se empezó a usar para televisión, con 100 kHz de ancho de canal. Los sistemas de 60 líneas requerían aproximadamente 40 kHz de ancho de banda. Las transmisiones de televisión podrían identificarse por su sonido distintivo.